# Rodriguez (Rizal)
Rodriguez ist eine philippinische Stadtgemeinde in der Provinz Rizal, in der Verwaltungsregion IV, Calabarzon. Sie hat 369.222 Einwohner (Zensus 1. August 2015), die in 11 Barangays lebten. Sie wird als Gemeinde der ersten Einkommensklasse auf den Philippinen und als teilweise urbanisiert eingestuft. 
Rodriguez liegt im Norden der Provinz Rizal, an der Grenze zur Hauptstadtregion Metro Manila und zu den Provinzen Bulacan und Quezon. Die Topographie der Gemeinde ist gekennzeichnet durch den Gebirgszug der Sierra Madre. Ihre Nachbargemeinden sind Quezon City im Westen, San Jose del Monte City im Nordwesten, Norzagaray im Norden, Antipolo City und San Mateo im Süden und General Nakar im Osten. 
Auf dem Gebiet der Gemeinde liegt das Pamitinan Protected Landscape, in dem die historisch bedeutende Pamitinan-Höhle liegt. Ein weiteres ist das Marikina Watershed Forest Reserve.  
Von 1909 bis 1982 wurde die Stadt Montalban genannt, wurde dann aber nach Eulogio A. Rodriguez senior umbenannt.

## Baranggays
- San José
- Burgos
- Geronimo
- Macabud
- Mascap
- San Isidro
- San Rafael
- Balite
- Manggahan
- Rosario
- Puray

## Weblink
- Informationen der Philippine Statistics Authority über Rodriguez